# قوانين القوط الغربيين

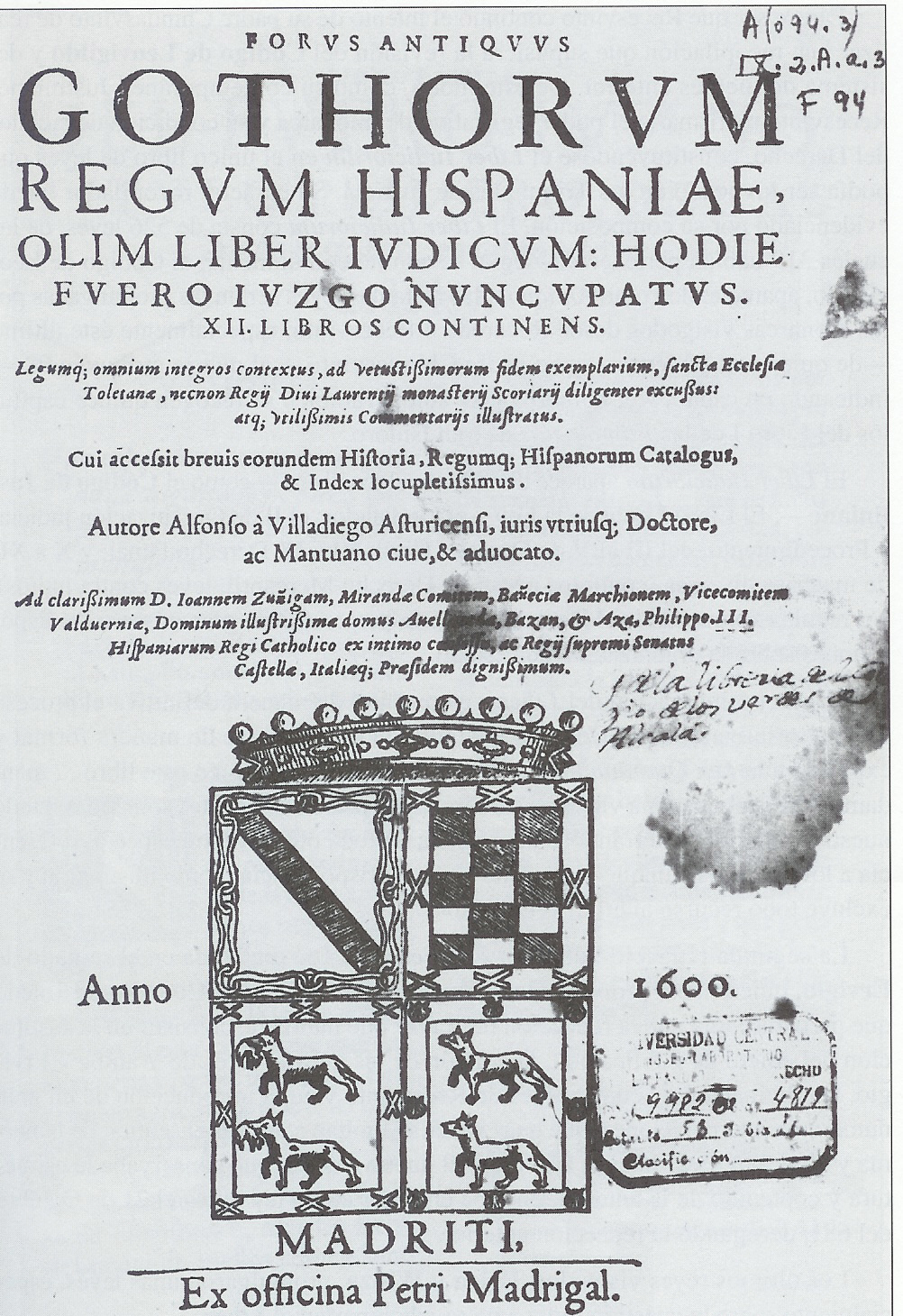
غلاف طبعة من كتاب Liber Iudiciorum من عام 1600.

قانون القوط الغربيين (باللاتينية: Forum Iudicum، أو Liber Iudiciorum، أو كتاب الأحكام؛ بالإسبانية: Fuero Juzgo)، ويُعرف أيضًا باسم Lex Visigothorum (أي: "قانون القوط الغربيين" بالإنجليزية)، هو مجموعة من القوانين التي أصدرها الملك شينداسوينت (642–653م) ملك مملكة القوط الغربيين في سنته الثانية من الحكم (642–643م)، وتبقى منها أجزاء فقط.وفي عام 654م، قام ابنه الملك ريكيسوينت (649–672م) بنشر نسخة موسعة من هذا القانون، وكانت هذه أول مجموعة قوانين تُطبّق بالتساوي على كل من القوط الغربيين الفاتحين، والسكان الأصليين من ذوي الأصول الرومانية، الذين كانوا يعيشون في السابق تحت القوانين الرومانية.
ألغى هذا القانون (قانون القوط الغربيين) التقاليد القديمة التي كانت تقضي بتطبيق قوانين مختلفة على الرومان (leges romanae) والقوط الغربيين (leges barbarorum). وبموجب هذا القانون، توقفت التفرقة بين "الرومان" و"القوط"، ليُشار إلى جميع رعايا مملكة القوط الغربيين باسم "الهسبان" (hispani). وبهذه الطريقة، تم توحيد جميع رعايا المملكة تحت سلطة قانونية واحدة، مما أدى إلى القضاء على الفوارق الاجتماعية والقانونية، وسهّل عملية اندماج السكان فيما بينهم.  وبالتالي، يُعد هذا القانون علامة على الانتقال من القانون الروماني إلى القانون الجرماني، وهو من أبرز الأمثلة الباقية على ما يُعرف بـ leges barbarorum (قوانين الشعوب "البرابرة"). ويجمع هذا القانون بين عناصر من القانون الروماني، والقانون الكاثوليكي، والعادات القانونية القبلية الجرمانية.

## أول قانون يدون
خلال القرون الأولى من حكم القوط الغربيين، كان الرومان والقوط يخضعون لقوانين مختلفة. وتُعد أقدم القوانين المعروفة للقوط الغربيين هي قانون يوريك (Code of Euric)، الذي تم تجميعه حوالي عام 480م. أما أول مجموعة قوانين مكتوبة رسمية في مملكة القوط الغربيين فقد جُمعت خلال فترة حكم الملك ألارك الثاني، وكانت تهدف إلى تنظيم حياة السكان الرومان، الذين كانوا يشكلون الغالبية في المملكة، وقد استندت هذه القوانين إلى القوانين الإمبراطورية الرومانية وتفسيراتها الفقهية.وقد تم إصدار هذا القانون المعروف باسم بريفياريوم (Breviarium Alaricianum أو "مختصر قوانين ألارك") في اجتماع للنبلاء القوطيين في تولوز بتاريخ 2 فبراير 506م.
خلال حكم الملك ليوفيغيلد، جرت محاولة لتوحيد القوانين التي تنظم حياة القوط من جهة، والرعايا السابقين للإمبراطورية الرومانية من جهة أخرى، وذلك من خلال إصدار نسخة منقحة من القوانين تُعرف باسم Codex Revisus.
وفي عام 589م، وخلال مجمع طليطلة الثالث، اعتنق القوط الغربيون والسويبيون، الذين كانوا يتبعون العقيدة الأريوسية لفترة طويلة، المسيحية الكاثوليكية اللاتينية. وبعد أن أصبح السكان الرومان السابقون والقوط يعتنقون نفس الديانة، أصدر الملك ريكارد (Reccared) قوانين تُطبق بشكل متساوٍ على كلا الشعبين، مما مثّل خطوة مهمة نحو التوحيد القانوني والاجتماعي داخل المملكة.

## قانون القوط الغربيين

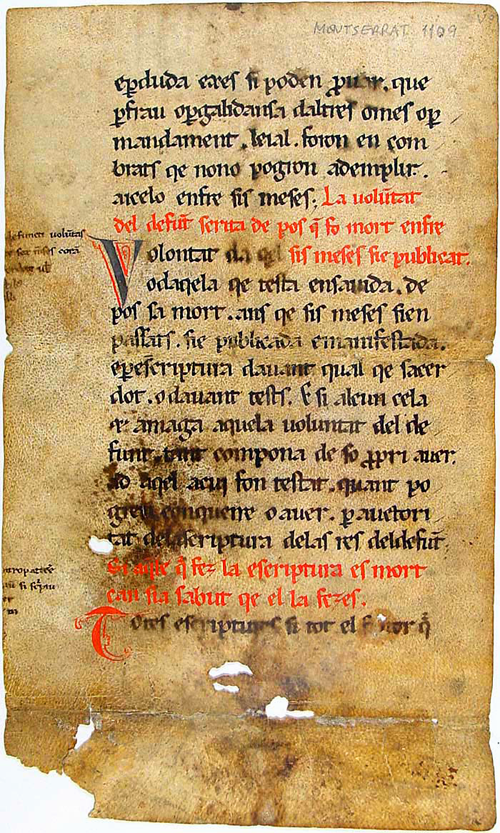
جزء من ترجمة Liber Judiciorum التي تعود إلى القرن الحادي عشر إلى اللغة الأوكيتانية القديمة. محروس في دير سانتا ماريا من مونتسيرات على جبل مونتسيرات ، كاتالونيا ، إسبانيا.

تتم توسيع قانون عام 654 من خلال التشريعات الجديدة التي أصدرها الملك ريكيسوينت، ولهذا السبب يُعرف أحيانًا باسم قانون ريكيسوينت (Code of Recceswinth). كما ساهم ملوك لاحقون في تطويره، مثل وامبا وإرْوِغ وإيخيكا، وربما أيضًا ويتيزا.وقد أشرف على تحرير نسخة ريكيسوينت من القانون براوليو أسقف سرقسطة، نظرًا لأن النسخة الأصلية التي وضعها الملك شينداسوينت كانت قد كُتبت وسُنّت على عجل، مما استدعى مراجعتها وتنقيحها لضمان دقتها وشمولها.
خلال مجمع طليطلة الثاني عشر عام 681م، طلب الملك إرْوِغ أن يتم توضيح وتنقيح قانون المملكة. وقد أُضيفت مجموعة من القوانين الجديدة إلى النص، من بينها 28 قانونًا كانت مخصصة للتعامل مع اليهود، مما يعكس استمرار التركيز على المسألة اليهودية في التشريع القوطي الغربي، سواء من ناحية دينية أو اجتماعية.
كانت هذه القوانين بعيدة المدى واستمر تأثيرها لقرون. ففي غاليسيا خلال القرن العاشر، تشير مواثيق الأديرة إلى قانون القوط الغربيين، مما يدل على استمرارية تطبيقه وتأثيره. . تنظم القوانين الحياة الأسرية وتصادق عليها وبالتالي الحياة السياسية: الزواج، وانتقال الملكية إلى الورثة، وحماية حقوق الأرامل والأيتام. وبشكل خاص مع قوانين القوط الغربيين، كان بإمكان النساء أن يرثن الأراضي والملكية، وكان يُسمح لهن بإدارة الأراضي بشكل مستقل عن أزواجهن أو أقاربهن الذكور، والتخلص من ممتلكاتهن في الوصايا القانونية إذا لم يكن لديهن ورثة، وكان بإمكانهن تمثيل أنفسهن والإدلاء بشهادتهن في المحكمة في سن الرابعة عشرة وترتيب زواجهن في سن العشرين.
ٍكانت هذه القوانين تجمع بين القانون الكنسي الكاثوليكي (Canon Law) والقانون المدني، مما منحها طابعًا ثيوقراطيًا قويًا. فقد كانت الكنيسة الكاثوليكية تلعب دورًا محوريًا في صياغة التشريعات وتوجيه الحياة الاجتماعية والسياسية، وهو ما انعكس بوضوح في نصوص القوانين التي كثيرًا ما خلطت بين الأحكام الدينية والأحكام المدنية، وجعلت من الدين أساسًا لتنظيم شؤون المجتمع والدولة.
يُعتقد أن القانون القوطي الغربي تم الحفاظ عليه حتى بعد الفتح الإسلامي للأندلس، إذ كان المسيحيون المولَّدون (المستعربون) يُسمح لهم باستخدام قوانينهم الخاصة، طالما لم تتعارض مع قوانين الحكّام المسلمين، وكان ذلك مقابل دفع جزية منتظمة. وبناءً على ذلك، يُفترض أن هذا القانون ظل بمثابة المرجعية القانونية الرسمية للقضاة المسيحيين خلال فترة الحكم الإسلامي لشبه الجزيرة الإيبيرية.وعندما استعاد الملك فرناندو الثالث ملك قشتالة مدينة قرطبة في القرن الثالث عشر، أمر باعتماد هذا القانون وتطبيقه على رعاياه، وحرص على ترجمته إلى اللغة الإسبانية فيما عُرف لاحقًا باسم "فويرو خوثغو" (Fuero Juzgo)، رغم أن الترجمة لم تكن دقيقة تمامًا.أما في جنوب فرنسا، فقد تُرجم القانون إلى اللغة الأوكسيتانية تحت اسم "Llibre Jutge"، وتُعد هذه الترجمة من أقدم النصوص الأدبية المعروفة في تلك اللغة، وتعود إلى حوالي عام 1050م.وفي عام 1910م، نُشرت ترجمة إنجليزية للقانون من قِبل صموئيل بارسونز سكوت (Samuel Parsons Scott)، لكن هذه الترجمة تعرضت إلى نقد شديد بسبب أخطائها وعدم دقتها في النقل والتحليل. 

## المحتويات
فيما يلي قائمة بالكتب والعناوين التي تشكل قانون القوط الغربيين .[بحاجة لمصدر]
- الكتاب الأول: في الوكالات القانونية
  - الباب الأول: في المُشرّع
  - الباب الثاني: في القانون

- الكتاب الثاني: في إجراءات القضايا
  - الباب الأول: في القضاة والمسائل التي تُعرض أمام المحكمة
  - الباب الثاني: في القضايا
  - الباب الثالث: في الموكّلين والتكليفات
  - الباب الرابع: في الشهود والأدلة
  - الباب الخامس: في الوثائق الصحيحة والباطلة، وكيفية صياغة الوصايا

- الكتاب الثالث: في الزواج
  - الباب الأول: في عقود الزواج
  - الباب الثاني: في الزيجات غير الشرعية
  - الباب الثالث: في اغتصاب العذارى أو الأرامل
  - الباب الرابع: في الزنا
  - الباب الخامس: في سفاح القربى، والارتداد، والمثلية
  - الباب السادس: في الطلاق والانفصال بين المخطوبين
- الكتاب الرابع: في النسب الطبيعي
  - الباب الأول: في درجات القرابة
  - الباب الثاني: في قوانين الإرث
  - الباب الثالث: في الأوصياء والقُصّر
  - الباب الرابع: في الأطفال المتروكين (اللقطاء)
  - الباب الخامس: في الممتلكات الممنوحة بموجب قوانين الطبيعة
- الكتاب الخامس: في المعاملات التجارية
  - الباب الأول: في الشؤون الكنسية
  - الباب الثاني: في التبرعات عمومًا
  - الباب الثالث: في هبات الرعاة
  - الباب الرابع: في المبادلات والمبيعات
  - الباب الخامس: في الممتلكات المودعة أو المعارة
  - الباب السادس: في الرهون والديون
  - الباب السابع: في تحرير العبيد والعتقاء

- الكتاب السادس: في الجرائم والتعذيب
  - الباب الأول: في من يتهمون المجرمين
  - الباب الثاني: في المذنبين ومستشاريهم، ومن يستخدم السموم
  - الباب الثالث: في الإجهاض
  - الباب الرابع: في الجروح والإصابات والتشويه
  - الباب الخامس: في القتل
- الكتاب السابع: في السرقة والاحتيال
  - الباب الأول: في من يُبلغ عن السرقة
  - الباب الثاني: في اللصوص والممتلكات المسروقة
  - الباب الثالث: في مختطفي العبيد ومحتكريهم
  - الباب الرابع: في الحبس وتنفيذ الأحكام
  - الباب الخامس: في مزوري الوثائق
  - الباب السادس: في مزيّفي المعادن
- الكتاب الثامن: في أعمال العنف والأضرار
  - الباب الأول: في الاعتداءات والنهب
  - الباب الثاني: في الحرائق والمتسببين بها
  - الباب الثالث: في الأضرار التي تلحق بالأشجار والحدائق والمحاصيل
  - الباب الرابع: في الإضرار بالحيوانات والممتلكات الأخرى
  - الباب الخامس: في رعي الخنازير والحيوانات الضالة
  - الباب السادس: في النحل والأضرار التي يسببها
- الكتاب التاسع: في الهاربين واللاجئين
  - الباب الأول: في الهاربين ومن يخفيهم أو يساعدهم
  - الباب الثاني: في من يرفضون الذهاب للحرب والهاربين من الخدمة
  - الباب الثالث: في من يطلبون اللجوء إلى الكنيسة
- الكتاب العاشر: في التقسيم، والتحديد، والحدود
  - الباب الأول: في تقسيم الأراضي والعقود المتعلقة بها
  - الباب الثاني: في حدود الخمسين والثلاثين سنة
  - الباب الثالث: في الحدود والمعالم العقارية
- الكتاب الحادي عشر: في المرضى والموتى والتجار القادمين من الخارج
  - الباب الأول: في الأطباء والمرضى
  - الباب الثاني: في من ينتهكون حرمة القبور
  - الباب الثالث: في التجار القادمين من وراء البحار
- الكتاب الثاني عشر: في منع الظلم الرسمي، والقضاء على الطوائف الهرطقي
  - الباب الأول: في الاعتدال في الأحكام القضائية ومنع الظلم من أصحاب السلطة
  - الباب الثاني: في استئصال ضلالات جميع الهراطقة واليهود
  - الباب الثالث: في قوانين جديدة ضد اليهود، تتضمن تثبيتًا للقديمة وإضافة جديدة

## أنظر أيضا
- قانون يوريك
- القانون الجرماني المبكر
- فويرو جوزغو
- القانون السالي
- القانون

## روابط خارجية
- Lex Visigothorum نسخة محفوظة 10 ديسمبر 2012 at Archive.is - نص لاتيني
- قانون القوط الغربيين - المنتدى Iudicum . ترجمة النص الكامل إلى الإنجليزية عام 1908 بقلم صموئيل بارسونز سكوت
- معلومات عن قانون القوط الغربيين كجزء من قوانين Visigothorum وتقليد المخطوطات الخاص بها في Bibliotheca legum regni Francorum manuscripta الموقع الإلكتروني ، قاعدة بيانات حول نصوص القانون العلماني الكارولنجي (كارل أوبل، جامعة كولونيا، ألمانيا، 2012).
- ندوات القوط الغربيين 1 "القانون واللاهوت" - بحث جديد حول قانون القوط الغربيين